# Shannon Leto

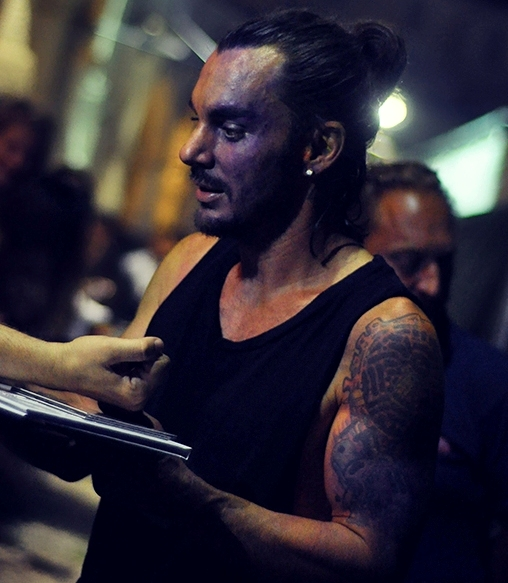
Shannon Leto (2013)

Shannon Leto (* 9. März 1970 in Bossier City, Louisiana) ist ein US-amerikanischer Schlagzeuger in der Rockband Thirty Seconds to Mars. Außerdem ist er Fotograf und hat gelegentlich Gastauftritte als Schauspieler. 

## Leben

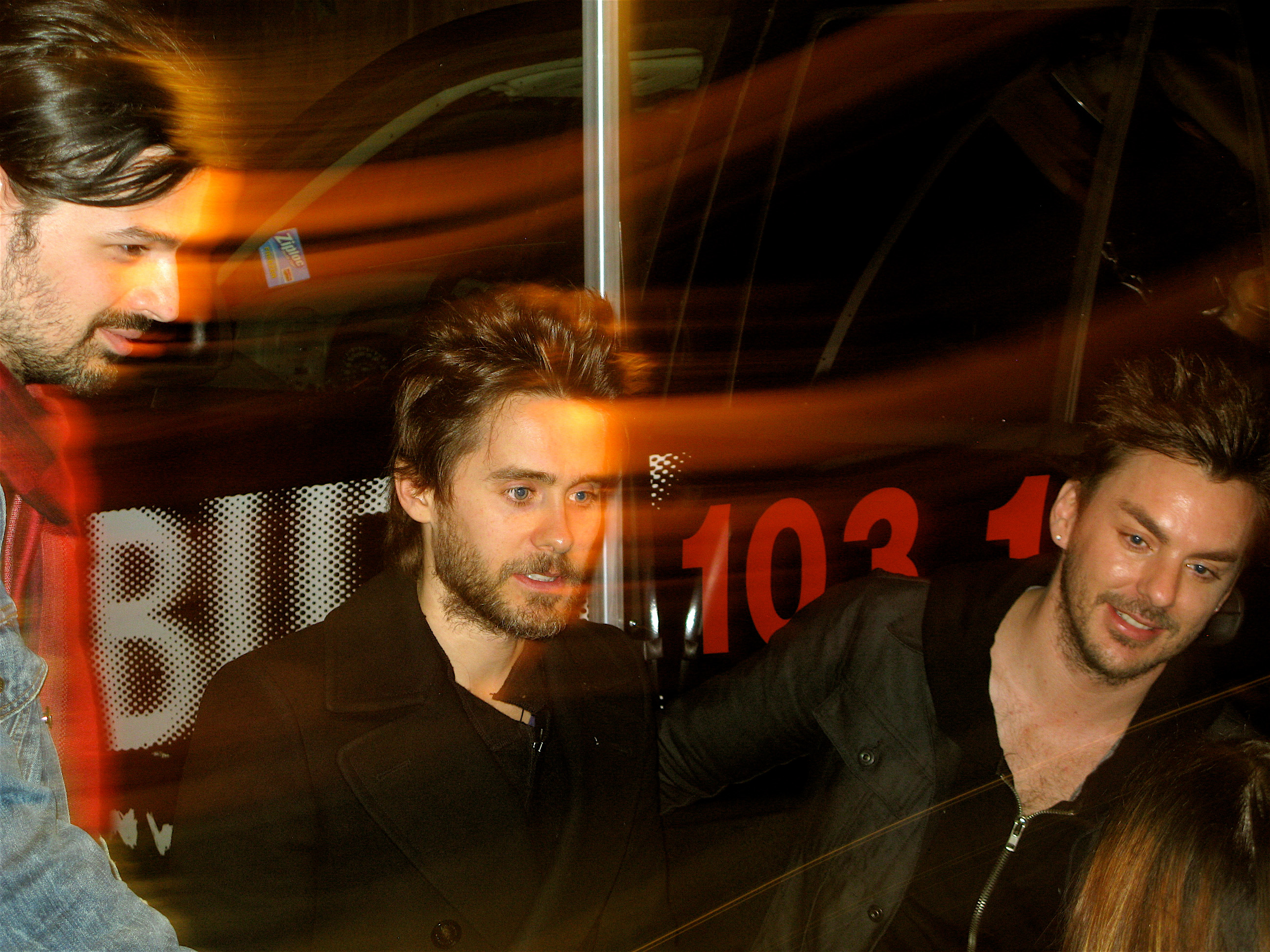
Shannon Leto (rechts) neben seinem Bruder Jared (Mitte) und Tomo Miličević

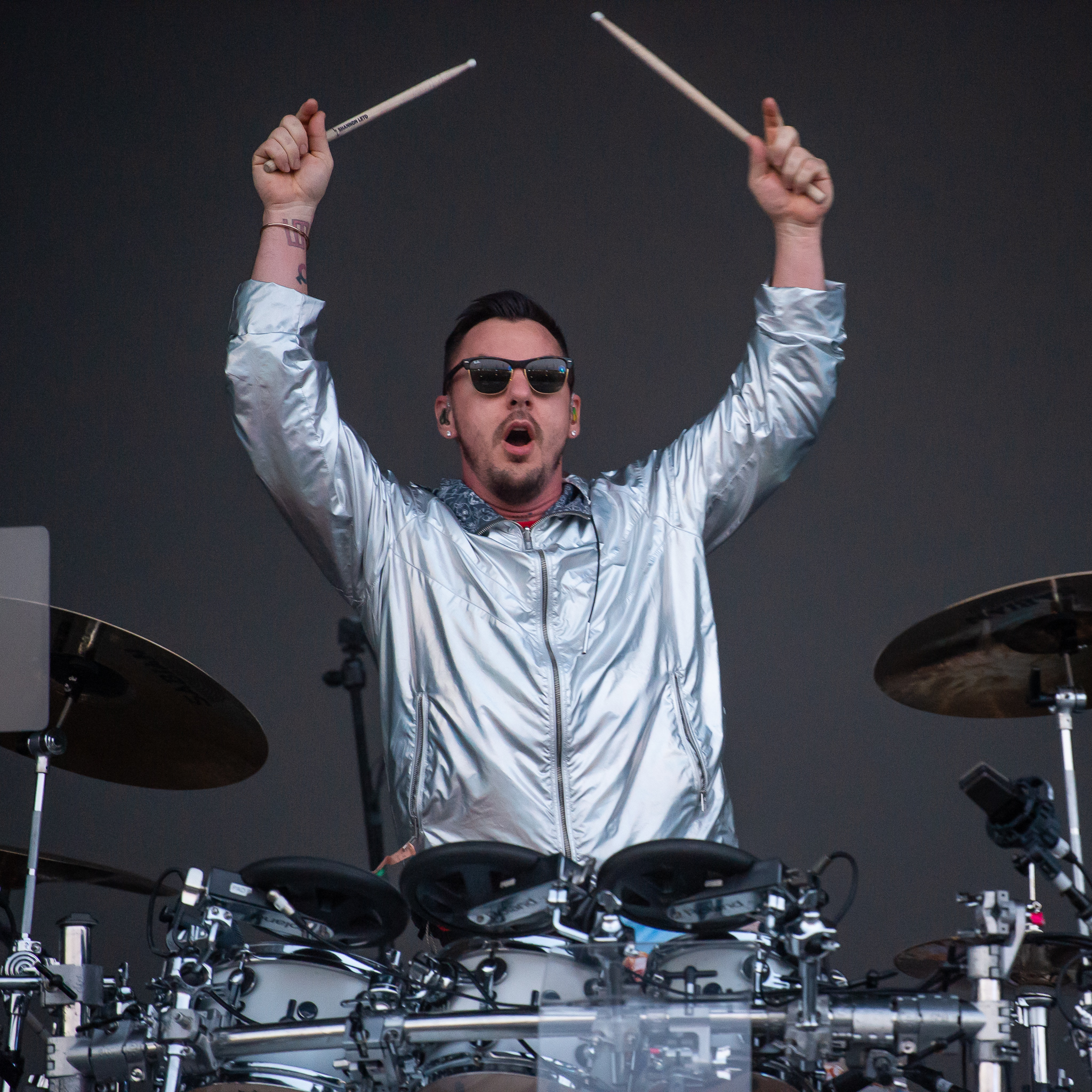
Leto mit Thirty Seconds to Mars (2018)

Shannon Leto begann im Alter von acht Jahren Schlagzeug zu spielen und brachte sich dies selbst bei. Über die Jahre war er Mitglied in verschiedenen Bands und hat von Heavy Metal bis Jazz so ziemlich alles gespielt. 1998 gründete er mit seinem Bruder Jared Leto die Band Thirty Seconds to Mars, er spielt in der Band Schlagzeug und Percussion. Leto nennt als einige seiner Lieblingsdrummer und wichtige Einflüsse auf seinen Stil Größen wie John Bonham, Stewart Copeland, Keith Moon, Nick Mason und Lars Ulrich.
Bob Ezrin, der Produzent des (selbstbetitelten) Debütalbums 30 Seconds to Mars nannte Leto „einen der einfallsreichsten Drummer“ mit denen er je gearbeitet hat. „Er ist nicht zufrieden damit, einfach einen Beat hinzuzufügen, sein Schlagzeug ist ein wesentlicher Teil der Orchestration des Albums. Er ist auch ein großartiger Live-Schlagzeuger, einer wo es Spaß macht zuzusehen, mit einer hypnotisierenden Präsenz und Energie.“ Er spielt auch Gitarre und Piano und interessiert sich für abstrakte Kunst.
Leto ist auch als Fotograf tätig und veröffentlicht in Magazinen – er kümmert sich um die gesamte Fotografie für die Band Thirty Seconds to Mars.
Am 16. Juni 2014 wurde er in Hollywood, Kalifornien, wegen „Fahren unter Einfluss“ festgenommen. Er blieb bis zur Zahlung einer Kaution von 5000 Dollar und Begleichung eines älteren Strafzettels wegen Fahren ohne gültige Fahrerlaubnis in Haft. Durch ein Ausreiseverbot verpasste er mehrere Konzerte der laufenden Europatournee. Über das verhängte Strafmaß ist bisher nichts bekannt.
2015 hat er die Black Fuel Trading Company gegründet. Sie verkauft online und im Shop Kaffee, Zubehör und Merchandising.

## Filmografie (Gastauftritte)
- 1994: Willkommen im Leben (My So-Called Life, Fernsehserie, 2 Folgen)
- 1997: Steve Prefontaine – Der Langstreckenläufer (Prefontaine)
- 2001: Sol Goode
- 2002: Highway